# Andy Grant
Andy Grant (* 7. Juni 1984) ist ein ehemaliger vincentischer Mittelstreckenläufer. Er nahm an den Olympischen Sommerspielen 2004 in Athen teil. Seine persönliche Bestleistung hatte er mit 1:54,53 min in der Qualifikation beim NACAC Championship in Sherbrooke, Kanada, gelaufen. 
In Athen lief Grant 1:57,08 min und wurde letzter in den Vorläufen hinter dem iranischen Läufer Sajjad Moradi.